# Călățele (gmina)
Călățele – gmina w Rumunii, w okręgu Kluż. Obejmuje miejscowości Călata, Călățele, Dealu Negru, Finciu i Văleni. W 2011 roku liczyła 2243 mieszkańców.